# Leonurin
Leonurin ist ein natürliches Alkaloid, welches in verschiedenen Spezies der Pflanzengattung der Löwenohren (Leonotis) vorkommt. Chemisch gesehen ist Leonurin ein Ester einer aromatischen Carbonsäure, genauer ein Syringasäure-Ester.

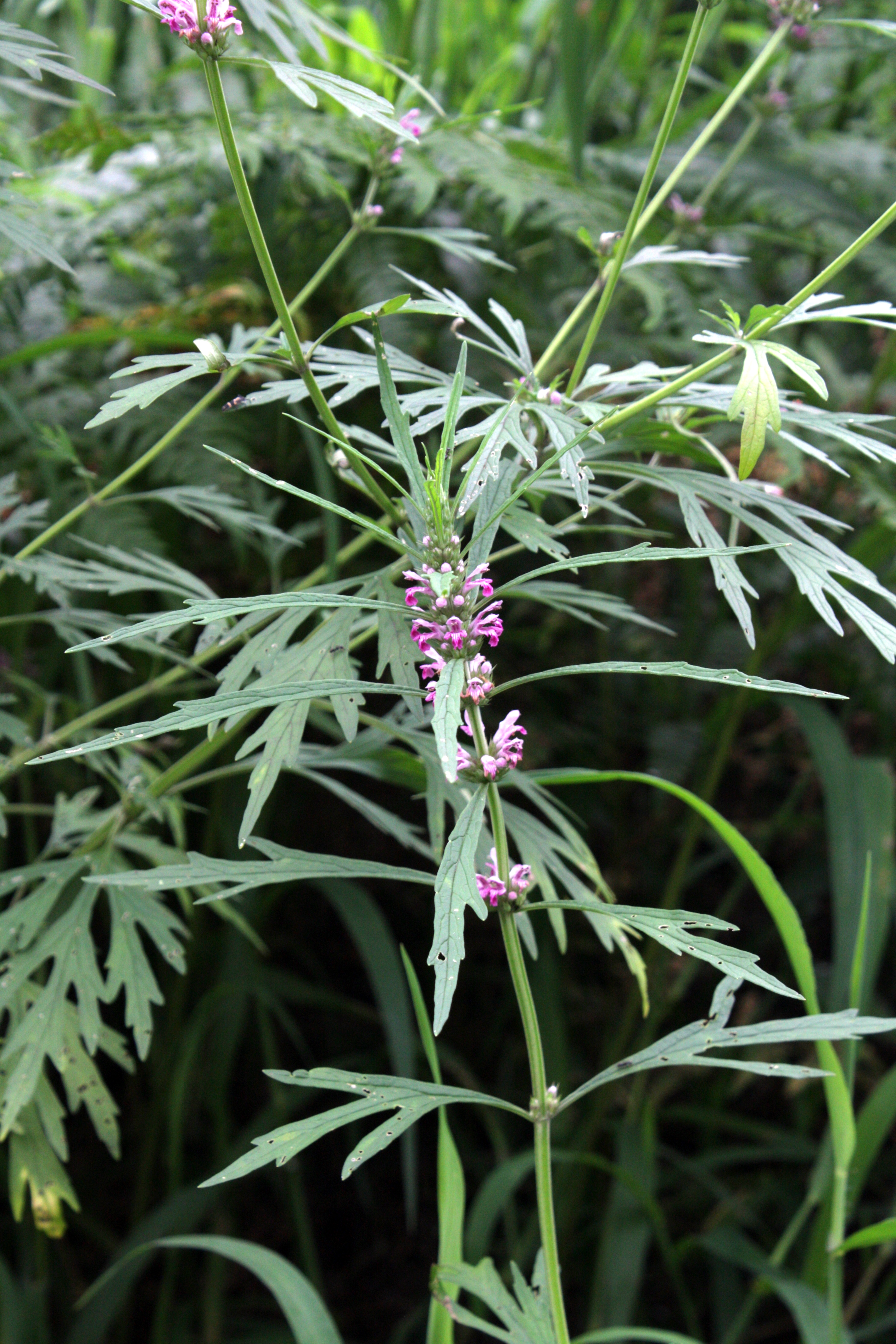
Leonurus japonicus

## Vorkommen
Verschiedene Spezies der Gattungen Löwenohr bzw. Zubereitungen daraus werden traditionell als pflanzliche Arzneimittel verwendet, etwa als zur „Stärkung“ der Gebärmutter, bei Menstruationsbeschwerden und bei nervösen Herzbeschwerden. Als zwei wirksame Alkaloide wurden das Leonurin und das Stachydrin gefunden. Mit Hilfe moderner Analysemethoden wurde gezeigt, dass Leonurin wohl im Kraut von Leonurus japonicus, nicht hingegen in Leonurus cardiaca oder Leonotis leonurus vorkommt.

## Synthese
Aufgrund seiner pharmakologischen Wirksamkeit wurde ein Weg zur technischen Darstellung von Leonurin entwickelt. Anstelle der aufwendigen Extraktion aus Pflanzen kann es heute durch Umsetzung von 4-Guanidino-1-butanol mit Syringasäure und Dicyclohexylcarbodiimid gewonnen werden.

## Pharmakologische Wirkung
Wissenschaftlich belegt ist mittlerweile, dass Leonurin Auswirkungen auf die Herztätigkeit hat, da es die Kreatin-Kinase hemmt. Außerdem konnte in Versuchen mit Ratten eine Tonuserhöhung der Uterusmuskulatur in vivo und in vitro bewiesen werden. Als pharmazeutischer Wirkstoff durchsetzen konnte sich Leonurin nicht.